# Giuseppe Olmo
Giuseppe Olmo (Celle Ligure, 22 novembre 1911 – Milano, 5 marzo 1992) è stato un ciclista su strada, pistard e imprenditore italiano.
Soprannominato Gepin, tra i dilettanti vinse la medaglia d'oro olimpica nel 1932 nella prova a squadre e la medaglia d'argento in linea ai mondiali del 1931; professionista dal 1933 al 1942, vinse due Milano-Sanremo, nel 1935 e 1938, il titolo nazionale 1936 e venti tappe al Giro d'Italia. Fu poi fondatore dell'omonima azienda di produzione di biciclette.

## Carriera

### Gli esordi e i successi da dilettante

Giuseppe Olmo con il suo maestro Giuseppe Olivieri (1932)

Nato a Celle Ligure, secondo di sei fratelli, venne scoperto nel 1924 dal campione ligure Giuseppe Olivieri, professionista dal 1910 al 1928, che ne diventò presto allenatore e consigliere.
Da dilettante vinse, nel 1931, il campionato italiano su strada e la Coppa Italia con la maglia della S.S. Ercole Piaggio di Genova. Nello stesso anno fece parte della squadra azzurra per la prova individuale dei campionati del mondo in Danimarca, disputata a cronometro e nella quale arrivò secondo dietro il danese Henry Hansen.
Passò quindi, per il 1932, all'U.S. Milanese. Ai Giochi olimpici del 1932 a Los Angeles, grazie al quarto posto ottenuto nella prova individuale, una cronometro di cento chilometri, vinse la medaglia d'oro nella classifica a squadre: condivise l'oro con Attilio Pavesi (primo individuale) e Guglielmo Segato (secondo). A fine stagione, a neanche ventuno anni, si fece notare anche in patria vincendo in volata la Milano-Torino, la più antica classica italiana (quell'anno aperta a indipendenti e dilettanti), lasciandosi alle spalle i principali campioni italiani dell'epoca.

### 1933-1942: le vittorie da professionista
Dal 1933 al 1940 corse come professionista con la milanese Bianchi. In maglia celeste si affermò come passista-velocista. Al Giro d'Italia vinse venti tappe: due al suo primo Giro, nel 1933, tre nel 1934, quattro nel 1935, ben dieci nel 1936 (inclusa la cronoscalata del Terminillo, nonostante le doti di non brillante scalatore) e una nel 1937. Fu anche secondo nella classifica generale della corsa nel 1936, dietro Gino Bartali, dopo aver vestito per quattro giorni la maglia rosa, terzo nel 1935, preceduto da Vasco Bergamaschi e Giuseppe Martano (vestendo di rosa per sette giorni), e quarto nel 1934 con un giorno in rosa.
Per quanto concerne le corse di un giorno, vinse la Milano-Sanremo nel 1935 e nel 1938, e il Giro dell'Emilia nel 1936; nello stesso 1936 fu anche campione italiano su strada, avendo la meglio su Giovanni Cazzulani nella classifica a punti della competizione multi-prova. Non ottenne invece risultati nelle tre partecipazioni (1934, 1935, 1936) con la Nazionale professionisti ai campionati del mondo su strada: nel 1934 fu squalificato per irregolarità, l'anno dopo cadde e concluse nelle retrovie, mentre nel 1936 fu attardato da diverse forature.

Giuseppe Olmo vincitore della Milano-Sanremo 1938

Nel 1935 gli fu offerta l'opportunità di correre per il record dell'ora. Olmo ci pensò e decise di gareggiare appena ventiquattr'ore dopo, il 31 ottobre 1935. Per questo motivo, quando scese in pista, il Velodromo Vigorelli era completamente deserto, poiché non c'era stato abbastanza tempo per pubblicizzare l'evento; aveva peraltro piovuto fino a poche ore prima. Montando una Bianchi da 8,5 kg e rapporto 24×7, Olmo conquistò il record: fu il primo a infrangere il muro dei 45 chilometri orari, con 45,090 km. Il record gli sarebbe stato strappato un anno dopo, il 14 ottobre 1936 sempre a Milano, dal francese Maurice Richard.
Nel 1941, ultima stagione da professionista, gareggiò con la milanese Dei; concluse la carriera nel marzo 1942, in concomitanza con l'incedere della Seconda guerra mondiale.

## Dopo il ritiro
Nel 1939 cominciò l'attività di costruzione artigianale di telai in una bottega a Celle Ligure, dedicandovisi dopo il ritiro dalle corse. L'attività, ampliata a livello industriale e spostata nel dopoguerra prima a Milano e poi nuovamente a Celle Ligure, si affermò nel campo dei cicli (sportivi e non) e motocicli leggeri con il marchio "Olmo", espandendosi poi alla produzione di prodotti come pneumatici, tubolari e materie plastiche. Su telai Olmo gareggiarono tra fine anni 1970 e inizio anni 2000 ciclisti professionisti come Pierino Gavazzi, Marino Lejarreta, Óscar Freire e Danilo Di Luca.
Sposatosi nel 1940 con Dina Dapelo, ebbe tre figlie. È morto a Milano il 5 marzo 1992.

## Palmarès

### Strada
- 1931 (dilettanti)

Campionati italiani, Prova in linea dilettanti
- 1932 (dilettanti)

Milano-Torino
Giro del Sestriere
4ª tappa Giro del Piemonte (Cuneo > Torino)
Giochi olimpici, Prova a squadre
- 1933 (Bianchi, tre vittorie)

Coppa Val Maira
4ª tappa Giro d'Italia (Pisa > Firenze)
12ª tappa Giro d'Italia (Riccione > Bologna)
- 1934 (Bianchi, tre vittorie)

13ª tappa Giro d'Italia (Firenze > Bologna)
16ª tappa Giro d'Italia (Trieste > Bassano del Grappa)
17ª tappa Giro d'Italia (Bassano del Grappa > Milano)
- 1935 (Bianchi, sei vittorie)

Milano-Sanremo
5ª tappa Giro d'Italia (Cesena > Riccione)
13ª tappa Giro d'Italia (Firenze > Montecatini Terme)
17ª tappa Giro d'Italia (Genova > Cuneo)
18ª tappa Giro d'Italia (Cuneo > Asti)
Corsa Premondiale di Bologna
- 1936 (Bianchi, tredici vittorie)

Giro dell'Emilia
1ª tappa Giro d'Italia (Milano > Torino)
5ª tappa Giro d'Italia (Grosseto > Roma)
6ª tappa Giro d'Italia (Roma > Napoli)
11ª tappa Giro d'Italia (Rieti > Terminillo, cronometro)
12ª tappa Giro d'Italia (Rieti > Firenze)
13ª tappa Giro d'Italia (Firenze > Cesenatico)
16ª tappa Giro d'Italia (Padova > Venezia, cronometro)
17ª tappa Giro d'Italia (Venezia > Legnago)
18ª tappa Giro d'Italia (Legnago > Riva del Garda)
19ª tappa Giro d'Italia (Salsomaggiore Terme > Milano)
Coppa MATER
Campionati italiani, Prova a punti
- 1937 (Bianchi, una vittoria)

6ª tappa Giro d'Italia (Livorno > Arezzo)
- 1938 (Bianchi, quattro vittorie)

Milano-Sanremo
Torino-Ceriale
1ª tappa Giro di Campania (Napoli > Salerno)
Classifica generale Giro di Campania

#### Altri successi
- 1935 (Bianchi)[3]

Criterium Apuano
Gran Premio del Cinquantenario della FCI - Circuito di Varese
Criterium di Pavia
Circuito di Sampierdarena
Criterium di Borgomanero
- 1936 (Bianchi)[3]

Circuito di Ferrara
- 1938 (Bianchi)[3]

Circuito di Broni
Circuito di Padova
- 1939 (Bianchi)[3]

Circuito di Savona

### Pista

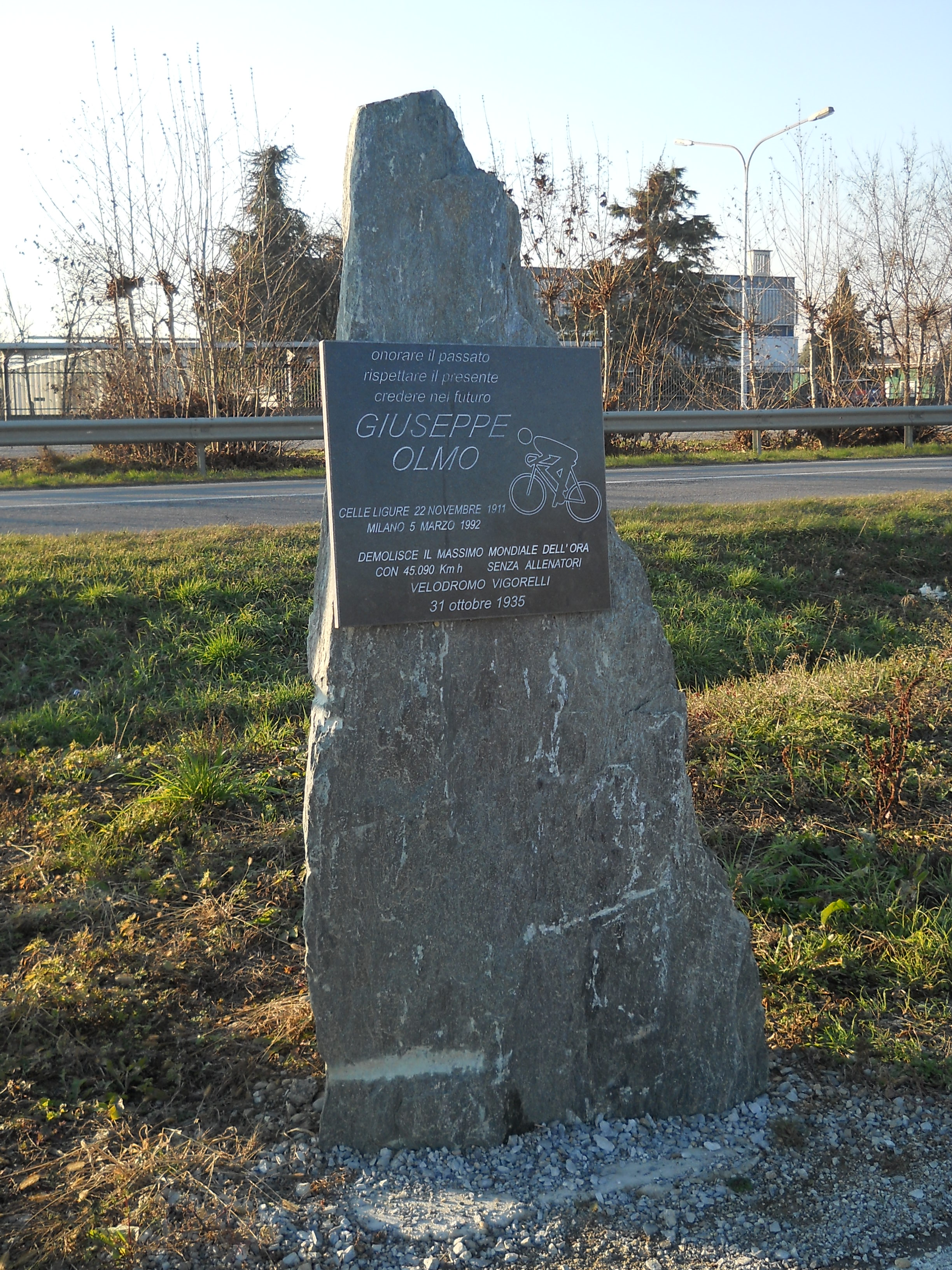
Stele che commemora il Record dell'ora a Comun Nuovo

- 1935 (Bianchi)

Record dell'ora (45,090 km)
- 1940 (Bianchi)[3]

Campionati italiani, Mezzofondo

## Piazzamenti

### Grandi Giri
- Giro d'Italia

1933: 18º
1934: 4º
1935: 3º
1936: 2º
1937: ritirato

### Classiche monumento
- Milano-Sanremo

1935: vincitore
1936: 6º
1938: vincitore
1940: 25º
- Giro di Lombardia

1933: 14º
1934: 27º
1935: 4º

### Competizioni mondiali
- Campionati del mondo

Copenaghen 1931 - In linea Dilettanti: 2º
Lipsia 1934 - In linea Professionisti: ritirato
Floreffe 1935 - In linea Professionisti: ritirato
Berna 1936 - In linea Professionisti: ritirato
- Giochi olimpici

Los Angeles 1932 - Individuale: 4º
Los Angeles 1932 - A squadre: vincitore